# يوليانا كارولوفا
يوليانا يوريفنا كارولوفا (الروسية: Юлианна Юрьевна Караулова ؛ من مواليد 24 أبريل 1988 في موسكو) مغنية روسية ، مغنية رئيسية سابقة في عائلة 5sta ، ووصلت إلى نهائيات فابريكا زفيوزد 5.